# سفين هولمبرغ
سفين هولمبرغ (بالسويدية: Sven Holmberg)‏ هو مغني وممثل سويدي، ولد في 9 فبراير 1918 في السويد، وتوفي بنفس المكان في 1 أبريل 2003.

## وصلات خارجية
- سفين هولمبرغ على موقع IMDb (الإنجليزية)
- سفين هولمبرغ على موقع قاعدة بيانات الأفلام السويدية (السويدية)
- سفين هولمبرغ على موقع قاعدة بيانات الفيلم (الإنجليزية)